# Richard Halliburton
Richard Halliburton (9. ledna 1900 Brownsville, Tennessee – prohlášen za mrtvého v říjnu 1939) byl americký cestovatel, dobrodruh, publicista a spisovatel, autor cestopisů. Zmizel na moři při pokusu o plavbu v čínské džunce přes Tichý oceán z Hongkongu do San Franciska.

## Život

### Dětství a studium

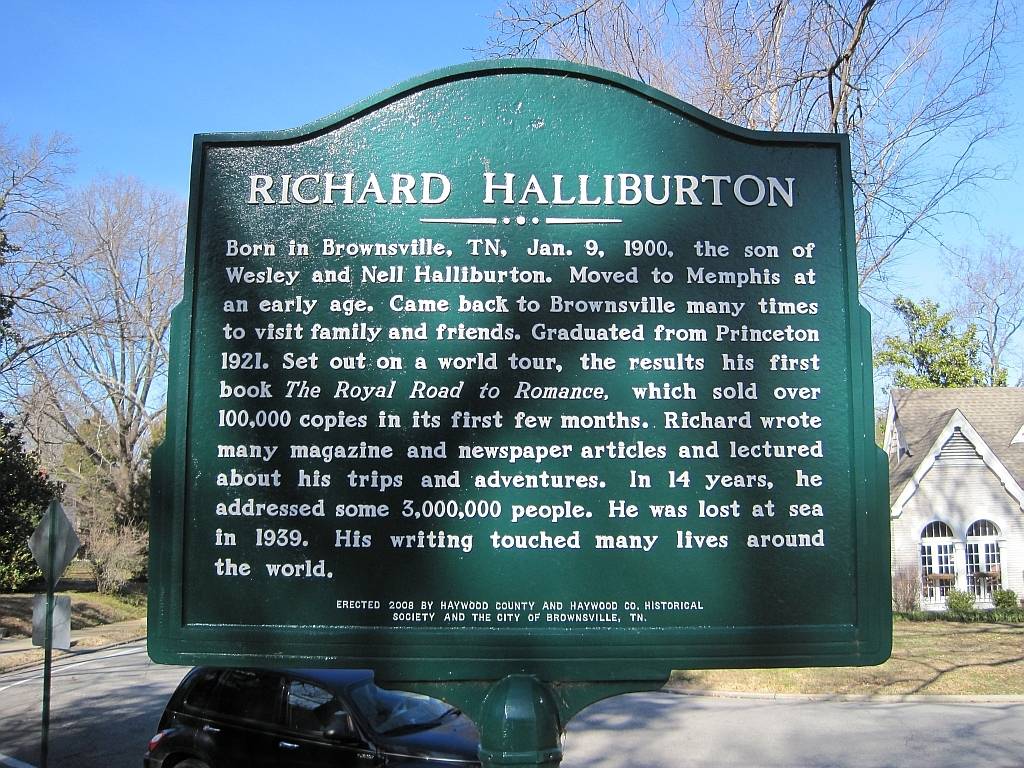
Halliburtonova pamětní deska v Brownsville

Richard Halliburton se narodil v městečku  Bronswille. Otec byl stavební inženýr a podnikatel s nemovitostmi, matka učitelka hudby. Měl mladšího bratra Wesleyho, který však zemřel se čtrnácti letech.  Rodina se přestěhovala do Memphisu, kde Richard prožil dětství. V patnácti letech musel ze zdravotních důvodů na několik měsíců  přerušit školu, když mu byla zjištěna tachykardie. Po pobytu v sanatoriu nastoupil na střední školu v Lawrencevillu. Získal tam několik celoživotních přátel, byl šéfredaktorem školního časopisu.
Po maturitě se zapsal na univerzitu v Princetonu a v létě 1918 se zúčastnil výcvikového tábora pro studenty, kteří chtěli vstoupit do armády a bojovat v Evropě. Halliburton se přihlásil k námořnictvu, ale než prošel výcvikem, válka skončila. Vrátil se na školu, ale už o prázdninách v roce 1919 se nechal najmout na loď a vypravil se na svou první zámořskou cestu. Po několika týdnech v Anglii se dostal do Francie, navštívil Paříž i místa válečných bojů. Většinou cestoval pěšky, učil se francouzsky. Začátkem roku 1920 se vrátil domů, aby pokračoval ve studiu, jak slíbil rodičům, kteří ho finančně podporovali. Jeho cílem bylo  cestovat a živit se psaním a přednáškami. Už během studií se aktivně podílel na vydávání školního časopisu,  časopis Field and Stream otiskl jeho první článek a zaplatil mu slušný honorář. S otcem podnikal o letních prázdninách výlety do divočiny. V červnu 1921 složil  bakalářské zkoušky a vydal se vstříc dobrodružnému životu. 

### Cestovatel a dobrodruh
Nechal se najmout jako námořník na dobytčí loď plující do Evropy a od té doby se až do svého zmizení v roce 1939 prakticky neustále toulal po celém světě, až se nakonec zcela ztratil beze stop. Cestoval po nejméně přístupných koutech světa a zkoušel po významných historických osobnostech opakovat jejich činy (absolvoval například maratónský běh, přeplaval Dardanely a Panamský průplav, přešel na slonu Alpy jako Hannibal, putoval po stopách Alexandra Velikého, Hernána Cortése nebo Odyssea). Všechny své prožitky popsal ve svých velmi úspěšných cestopisech a dnes je považován za klasika amerického cestopisného žánru. Jeho příběhy jsou napsány s hlubokým smyslem pro krásu a poezii a s notnou dávkou humoru. Z honorářů za  články pro  časopisy a knihy financoval své další cesty. V Americe byly velmi populární přednášky pro širokou veřejnost, na kterých vyprávěl o svých dobrodružných výpravách. 

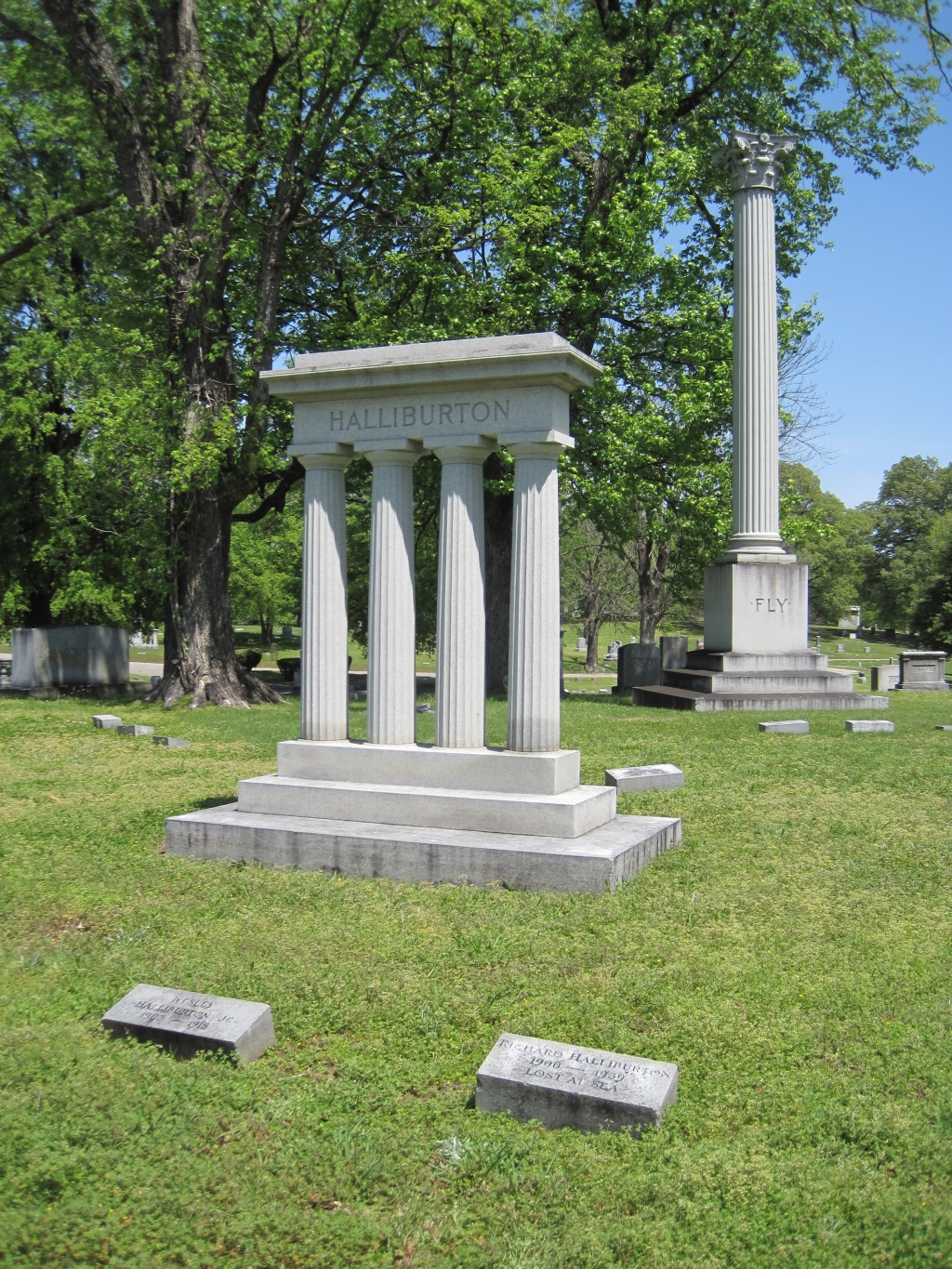
Rodinná hrobka Halliburtonových

### Poslední cesta
Halliburton se nikdy neoženil, měl mnoho přátel mezi muži. Pravidelně udržoval korespondenci se svými rodiči. Koncem třicátých let své cestování omezil. Usadil se v Kalifornii, chtěl se více  věnovat psaní. Nechal si postavit moderní dům (Hangover House) nad útesem v Laguna Beach.  V roce 1938 přistoupil na návrh pořadatelů chystané mezinárodní výstavy  v San Franciscu, že se vydá na čínské džunce z Hongkongu  napříč Tichým oceánem a v okamžiku zahájení výstavy přistane v Kalifornii. Po složitých přípravách se 5. března 1939 vydal s čínskou posádkou na cestu dlouhou čtrnáct tisíc kilometrů. Poslední radiotelegrafická zpráva od něj byl zachycena 24. března 1939.  Loď ani jeho tělo nebyly nikdy nalezeny. V říjnu 1939 byl oficiálně prohlášen za mrtvého. 
Halliburton má náhrobní kámen na hřbitově Forest Hills v Memphisu při rodinné hrobce (hrob je ovšem prázdný). Jeho památku připomíná Memorial Tower  v kampusu Rhodes College v Memphisu, postavená v roce 1962. Peníze na  stavbu této zvonice věnoval Halliburtonův otec.

## Dílo

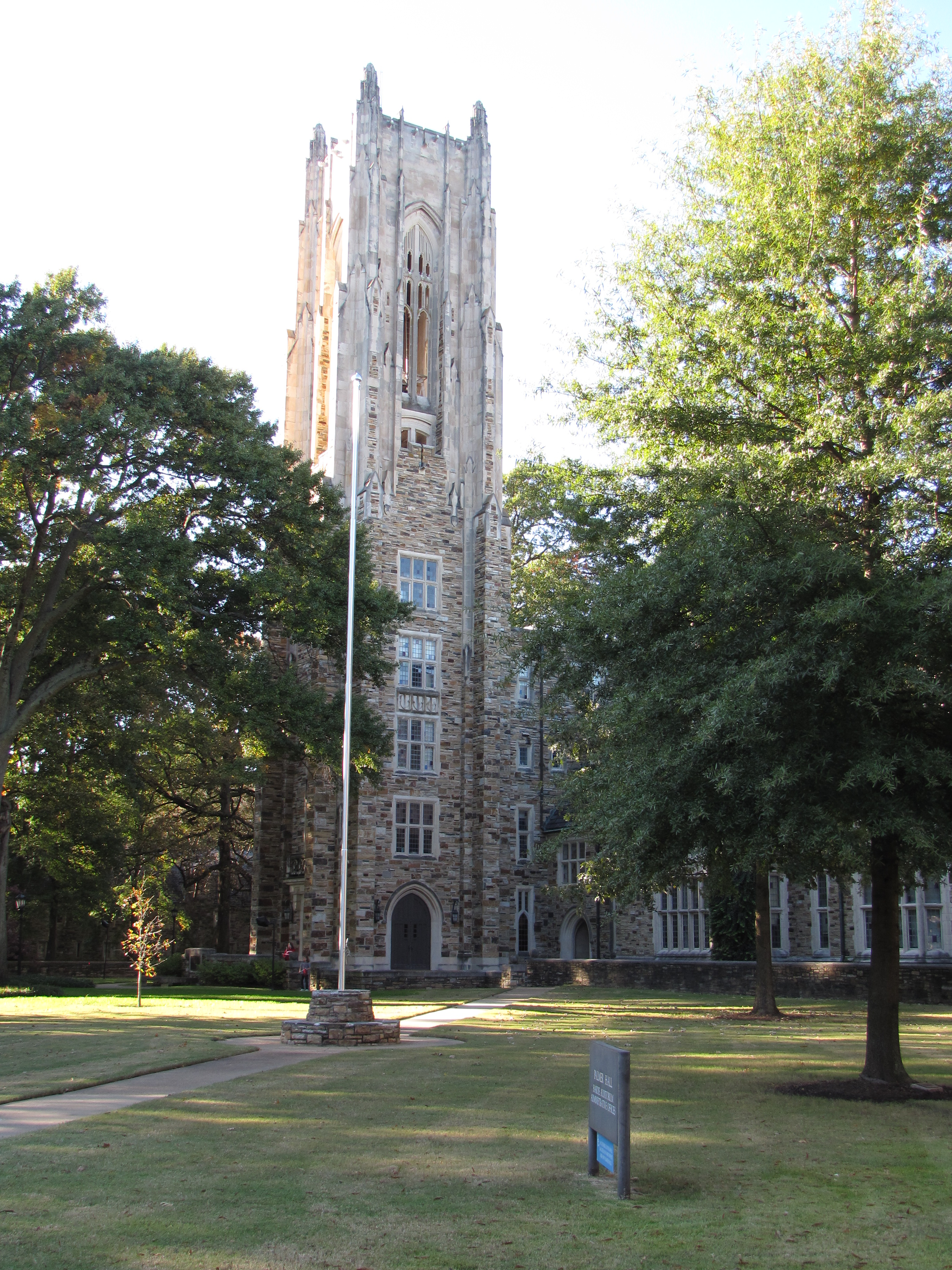
Halliburtonova věž v Rhodes College v Memphisu

- Halliburtonova věž v Rhodes College v MemphisuThe Royal Road to Romance (1925, Královskou cestou za romantikou), česky též jako Královská cesta za dobrodružstvím, cestopis obsahující vylíčení pouti kolem světa, kterou sotva dvacetiletý spisovatel vykonal s prázdnou kapsou, přičemž vystoupil na Matterhorn a navštívil Andorru, Alhambru, Sevillu, Gibraltar, Monte Carlo, Egypt (zde strávil noc na Chufuově pyramidě), Pandžáb, Kašmír, Ladak (nejvyšší obydlená krajina na světě, kde panuje mnohomužství), Chajbarský průsmyk, Angkor, Bangkok a Japonsko (včetně zimního výstupu na Fudži).
- The Glorious Adventure (1927, Nádherné dobrodružství), po stopách Odysseových.
- New Worlds to Conquer (1929, Za novými světy), cesty po Střední a Jižní Americe včetně proplavání Panamského průplavu po délce, skoku do mayské Studny smrti a návštěvy Ďábelského ostrova.
- The Flying Carpet (1932, Létající koberec), cesta kolem světa na dvouplošníku Létající koberec přes USA, kus Afriky, Evropu, Blízký východ, Indii, Malajsii, Indonésii a Filipíny zpět do San Franciska.
- Seven League Boots (1935, Sedmimílové boty), popis autorovy cesty začínající v legendární americké pevnosti Fort Jefferson v Mexickém zálivu a pokračující přes ostrovy Karibského moře do Santiaga de Cuba (dějiště krvavé námořní bitvy ze španělsko-americké války), na Haiti (vylíčení osudů černošského krále Christopha) a do Santa Dominga, kde navštívil hrob Kryštofa Kolumba. Cesta pak pokračovala do Turecka, Řecka (zde navštívil mnišský stát se zákazem vstupu žen na hoře Athos), na Krétu (Knóssos a ostrov malomocných Spinalonga), do Palestiny, Mekky a Habeše. V závěru knihy popisuje, jak podobně jako Hannibal podnikl na hřbetě slona cestu přes Alpy.
- Richard Halliburton's Book of Marvels: the Occident (1937, Halliburtonova kniha divů: Západ)
- Richard Halliburton's Second Book of Marvels: the Orient (1938, Halliburtonova druhá kniha divů: Východ).
- Richard Halliburton: His Story of His Life's Adventure, as Told in Letters to His Mother and Father (1940), dopisy matce a otci z let 1912 až 1939.
- Richard Halliburton's Complete Book of Marvels (1941).

## Česká vydání

### Původní autorova díla
- Za novými světy, Družstevní práce, Praha 1936, přeložil Jiří Pober, znovu 1939.
- Létající koberec, Družstevní práce, Praha 1937, přeložil Jiří Pober, znovu 1940.
- Nádherné dobrodružství, Družstevní práce, Praha 1939, přeložil Jiří Pober, znovu 1940.
- Sedmimílové boty, Jaroslav Podroužek, Praha 1948, přeložila Taťána Peřinová.
- Královská cesta za dobrodružstvím, Nová osvěta, Praha 1948, přeložila Olga Kořánová.
- Nádherné dobrodružství, Orbis, Praha 1966, přeložili Jiří Pober a Slávka Poberová, přepracované vydání, znovu 1971 a Ivo Železný, Praha 1995 (zkráceno).
- Létající koberec, Orbis, Praha 1968, přeložili Jiří Pober a Slávka Poberová, přepracované vydání, znovu 1971.
- Za novými světy, Orbis, Praha 1970, přeložili Jiří Pober a Slávka Poberová, přepracované vydání, znovu 1971.
- Královskou cestou za romantikou, Orbis, Praha 1971, přeložili Jiří Pober a Slávka Poberová, znovu 1972.
- Sedmimílové boty, Orbis, Praha 1973, přeložila Jaroslava Votěchová a Slávka Poberová, znovu Olympia, Praha 2010.

### Výbory
- Cesty za dobrodružstvím, SNDK, Praha 1958, přeložili Jiří Pober, Taťána Peřinová a Olga Kořánová, výbor uspořádal Josef Šubrt, znovu 1960.
- Toulky světem, SNDK, Praha 1963, přeložili Jiří Pober, Taťána Peřinová a Olga Kořánová, výbor uspořádal Josef Šubrt, znovu Albatros, Praha 1969.
- Tisíc a půl dobrodružství, Odeon, Praha 1986, přeložili Jiří Pober a Slávka Poberová, výbor uspořádala Vlasta Dvořáčková.